# Récif du Merle
Das Récif du Merle (französisch für Amselriff) ist ein Riff im Géologie-Archipel vor der Küste des ostantarktischen Adélielands. Das Riff liegt am Kopfende der Baie Pierre Lejay.
Französische Wissenschaftler benannten es nach den hier vernommenen Windgeräuschen, die sie an den Gesang einer Amsel erinnerten.